# 甲殿住吉神社
甲殿住吉神社（こうどのすみよしじんじゃ）は、高知県高知市春野町甲殿にある神社。祭神は住吉三神。

## 概要
土佐十景の一つに数えられる。当神社の東には四国八十八箇所三十四番札所種間寺の奥の院・本尾山奥の院がある。

## 文化財
- 狛犬一対
江戸時代後期の天保2年（1831年）9月に作成された、旧春野町では一番古い狛犬である。旧春野町の文化財に指定されていた。

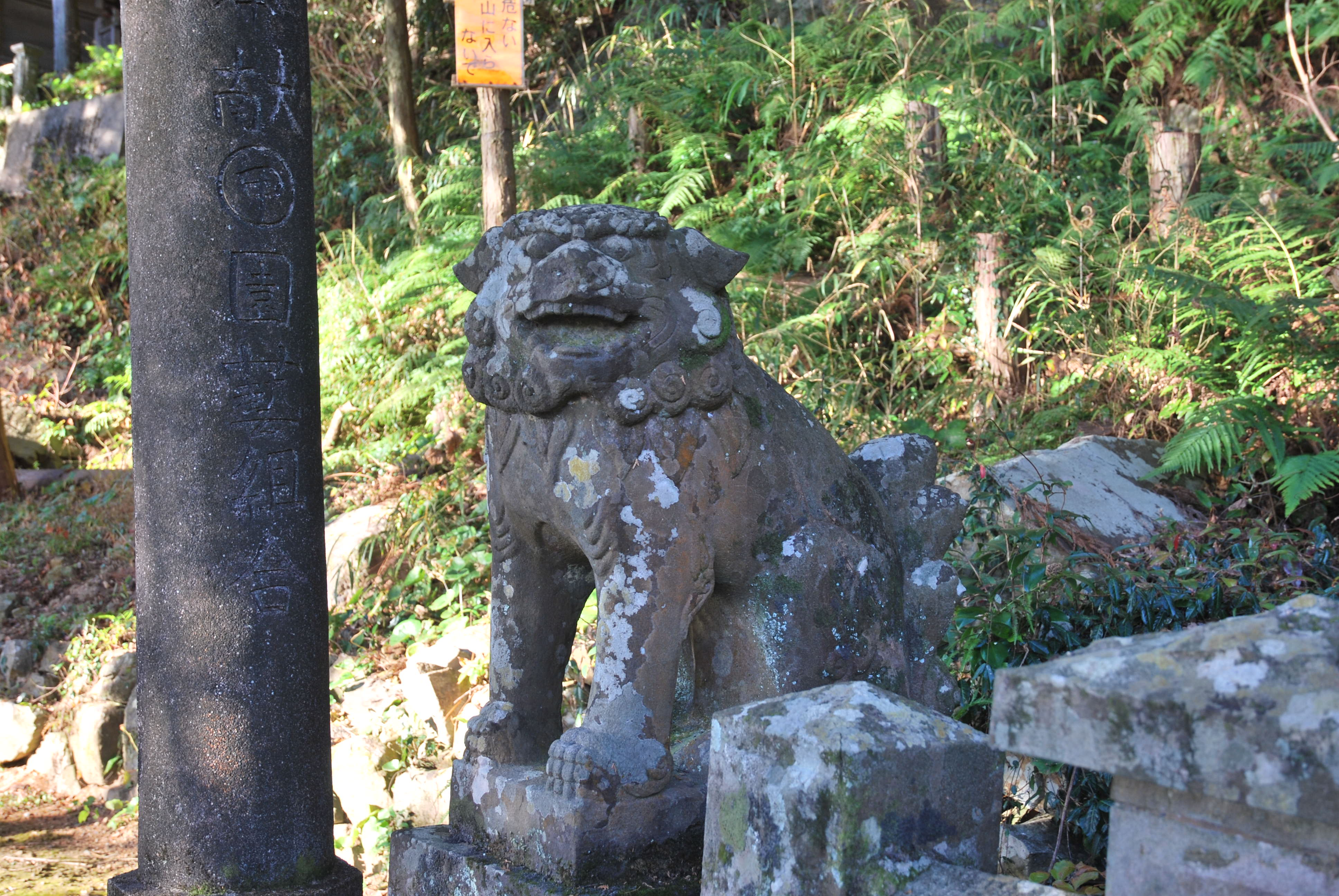
阿形
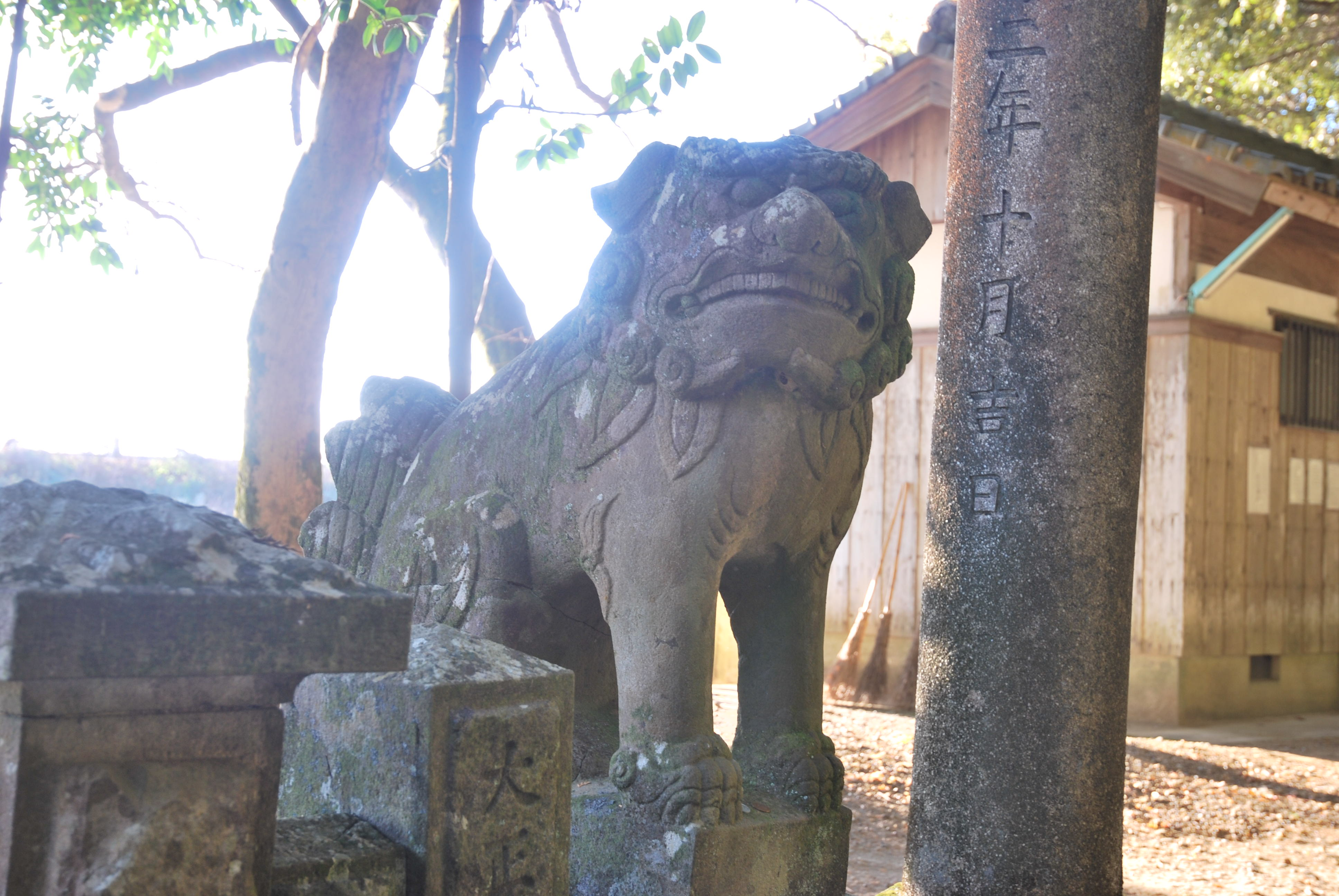
吽形

## 参考資料
- 現地説明板